# Esad Džudžević
Esad Džudžević, en serbe cyrillique Есад Џуџевић (né le 5 juillet 1958 à Mitrova, près de Tutin), est un homme politique serbe. Il est président du Parti démocratique bosniaque du Sandžak et député au Parlement de Serbie.

## Biographie
Esad Džudžević a suivi des études supérieures de sociologie à la Faculté de philosophie de l'université de Belgrade ; il en est sorti diplômé en 1986.
En 1996, il a fondé le Parti démocratique bosniaque du Sandžak, dont le siège est à Novi Pazar. En 2003, il a participé à la coalition Liste pour le Sandžak de Sulejman Ugljanin, ce qui lui a valu d'entrer au Parlement de Serbie. Aux élections législatives de 2007, il a été réélu et est devenu l'un des vice-présidents du Parlement.